# Авангард (військова справа)
Аванга́рд (фр. avant, досл. «перед», французька garde, досл. «загін», досл. — передовий загін) — військова одиниця, яка під час пересування військ (флоту) походом (маршем) іде попереду головних сил для їхньої охорони.
При фланговому пересуванні військ може висуватись боковий авангард (в напрямку противника).
Завдання авангарду — прийняти на себе перший удар, не дати противнику напасти на головні сили зненацька і створити їм сприятливі умови для вступу в бій.